# Переднемоторная, переднеприводная компоновка
Схема компоновки переднеприводного автомобиля:
Переднемоторная, переднеприводная компоновка (англ. front-engine, front-wheel-drive (FWD) layout), сокращённо ПП (англ. FF) — разновидность компоновки автомобиля, при которой двигатель внутреннего сгорания располагается в передней части автомобиля, а ведущими являются передние колёса. ПП-компоновка является наиболее традиционной для современных машин, начиная с 1970-х годов.

## Общая характеристика
При ПП-компоновке двигатель располагается в районе передней оси (за ней, перед ней или на ней), перед пассажирскими местами, тем самым высвобождая больше места сзади для багажа. Двигатель может размещаться как продольно, так и поперечно: автомобиль разгоняется даже лучше. Главным недостатком подобной компоновки является распределение веса с перегрузкой передней оси: наиболее тяжёлые компоненты находятся в передней части автомобиля. Одним из вариантов ПП-компоновки является так называемая передняя среднемоторная, переднеприводная компоновка (ПСП), в которой двигатель находится перед пассажирским отделением, но за передней осью автомобиля. Большая часть автомобилей межвоенных лет с переднемоторной компоновкой классифицировалась как машины с передней среднемоторной компоновкой или машины с двигателем на передней оси. Управляемость автомобиля при ПП-компоновке не является идеальной, но достаточно предсказуема.
При поперечном размещении двигателя и коробки передач отпадает необходимость в дорогой конической передаче, а ведущий мост сводится к двум приводным валам с надёжными шарнирами, находящимся в моторном отсеке. Размещение в передней части двигателя высвобождает место сзади, позволяя разместить большой багажник сзади. Недостатком подобной схемы является тот факт, что большой двигатель с коробкой поперёк не размещается (наиболее крупным является рядный 6-цилиндровый двигатель). Также при разгоне автомобиль как бы «приседает» на заднюю ось, поскольку туда переносится вес: при мощном двигателе передние колёса высвобождаются, но начинают буксовать. Вследствие этого в высокопроизводительных автомобилях редко используется ПП-компоновка: электронная система управления сцеплением может помочь избежать подобных проблем, но при этом сводит на нет все преимущества мощного двигателя. Примерами автомобилей с поперечным размещением двигателя являются ВАЗ-2108, Kia Rio, Toyota Camry, Volvo S80 и многие другие автомобили. При размещении мотора продольно перед передней осью коробка передач оказывается под панелью приборов, а коническая главная передача — внутри коробки передач, но ближе к двигателю. Теоретически здесь может размещаться мощный двигатель без каких-либо ограничений, однако передний свес оказывается слишком длинным у мощных машин, а передняя ось перегружается: автомобиль поворачивает и тормозит хуже, а разгруженные задние колёса попросту бесполезны. Примерами подобных автомобилей с продольным размещением двигателя являются Москвич-2141 или модели Audi без полного привода (для решения возникающих проблем в автомобили Jensen FF и линейку Audi позже была внедрена система полного привода, известная в Audi под названием quattro).
По сравнению с переднемоторной, заднеприводной компоновкой при ПП-компоновке отпадает необходимость в центральном туннеле в полу кузова или в более высоком клиренсе, что обычно требуется для размещения приводного вала, передающего энергию задним колёсам. Как в машинах с ЗЗ- и ЗСЗ-компоновкой, двигатель размещается над осью ведущих колёс, улучшая сцепление с дорогой. Поскольку ведущими колёсами являются как раз передние колёса, то машины с ПП-компоновкой имеют преимущество перед машинами с ЗЗ-компоновкой при движении по поверхности со слабым сцеплением (снег, грязь, гравий, мокрая дорога и т.д.). При движении в гору и слабом сцеплении ЗЗ-компоновка считается наиболее подходящей благодаря распределению веса с уклоном в заднюю часть автомобиля. Однако поскольку к ведущим колёсам предъявляются дополнительные требования в плане поворота, при резком подъёме вверх снижаются возможности для маневрирования, и проявляется недостаточная поворачиваемость.

## История развития
Первыми автомобилями с ПП-компоновкой становились такие машины, как Cord L-29 (1929 год), DKW F1 (1931 год), Adler Trumpf (1932 год), Citroën 2CV (1948 год), Saab 92 (1949 год), Trabant P50 (1957 год) и Mini (1959 год). В 1980-е годы благодаря преимуществам в виде большого багажника и хорошего сцепления многие автомобильные производители начали выпускать машины и для американского рынка. Большая часть европейских и японских автомобильных компаний переключились на выпуск переднеприводных автомобилей в 1960-е и 1970-е годы: последними были Volkswagen, европейские филиалы Ford и General Motors (в Великобритании — Vauxhall Motors, в Германии — Opel). В Японии последней таковой стала Toyota в 1980-е годы. BMW, выпускавший автомобили класса люкс, продолжал выпускать автомобили с задним приводом, хотя под маркой MINI из концерна BMW выпускаются именно переднеприводные автомобили.

### СП-компоновка (среднемоторная, переднеприводная)
Технически первым вариантом ПП-компоновки была среднемоторная переднеприводная компоновка (СП-компоновка или MF) с продольным расположением двигателя, который устанавливался за передней осью, коробка передач — перед двигателем, а дифференциал — непосредственно в передней части машины в самом её носу. В связи с расположением двигателя распределение веса в автомобилях типа Cord L-29 не было идеальным: на ведомые колёса не переносилось достаточно веса для обеспечения хорошего сцепления и управляемости. Citroën Traction Avant 1934 года выпуска разрешил проблему распределения веса путём перемещения трансмиссии в переднюю часть машины так, что дифференциал оказался между трансмиссией и двигателем. С учётом кузова-монокока это обеспечило превосходное для автомобилей той эпохи управление: в дальнейшем этот принцип применялся и при производстве автомобилей Renault 4 и Renault 5.

### ПП-компоновка (продольно расположенный двигатель)
У автомобиля Panhard Dyna X, разработанного Жаном-Альбером Грегуаром в 1946 году, двигатель был расположен продольно перед передней осью, трансмиссия находилась за двигателем, дифференциал — в задней части автомобиля. Подобная компоновка использовалась компанией Panhard до 1967 года: потенциально при таком расположении элементов двигателя могла присутствовать та же проблема распределения веса, как и у Cord L-29. Однако двойной оппозитный двигатель воздушного охлаждения был достаточно лёгким, устанавливался достаточно низко и обладал низким центром тяжести, компенсируя возникающие при распределении веса эффекты. Аналогично размещался двигатель и у Citroën 2CV, перед передней осью: трансмиссия находилась за осью, а дифференциал — между трансмиссией и двигателем. Подобная схема, как у Citroën 2CV, стала популярной среди многих автомобилей, в том числе у немецкого Ford Taunus 12M, у Lancia Flavia и Lancia Fulvia; в настоящее время это стандартная конфигурация переднеприводных автомобилей от Audi и Subaru. В 1979 году компанией Toyota был выпущен первый переднеприводной автомобиль Tercel, у которого, в отличие от многих машин с ПП-компоновкой, двигатель располагался продольно. У автомобилей второго поколения двигатель также располагался продольно, а в 1987 году вышел автомобиль третьего поколения с поперечно расположенным двигателем. Поперечный двигатель устанавливался на автомобили Toyota Camry и Toyota Corolla, начиная с первого поколения.
В автомобилях Oldsmobile Toronado и Cadillac Eldorado, выпущенных в 1966 году, двигатель и трансмиссия располагались рядом: энергия распределялась между ними с помощью сверхмощной цепи и промежуточного приводного вала, который проходил под фильтром-отстойником двигателя. Объём двигателя у подобных автомобилей достигал 8,2 л, чего не было ни у одного из автомобилей с ПП-компоновкой. Похожее расположение элементов двигателя было у автомобилей Saab 99 и Saab 900 («классического»), а также у седана Eagle Premier, Renault 21 и Renault 25 — в последнем случае расположение элементов послужило основой для выпуска седанов типа Chrysler LH, выходивших до 2004 года. В настоящее время ПП-компоновка с параллельным расположением двигателя и трансмиссии характерна чаще всего для автомобилей марки Audi, выпускаемых с 1950-х годов: компания следует примеру своих предшественников, DKW и Auto Union; также эта же компания выпускает более крупные автомобили A4 с подобной компоновкой. На платформе Volkswagen Group MLB проблема распределения веса при ПП-компоновке решается путём установки дифференциала перед сцеплением так, чтобы ось находилась чуть-чуть впереди задней стороны блока двигателя.

### ПП-компоновка (поперечно расположенный двигатель)
Первым популярным автомобилем с ПП-компоновкой и поперечно расположенным двигателем стал DKW Front (1931 год), обладавший двухцилиндровым двухтактным двигателем. Компания Saab использовала дизайн этой машины для создания в 1949 году своей первой модели, Saab 92. В 1957 году восточногерманская компания Trabant выпустила аналогичный автомобиль с поперечно расположенным двигателем, что стало новинкой среди автомобилей стран соцблока.
На автомобиль Mini 1959 года, разработанный Алеком Иссигонисом, и автомобили типа Austin Maxi, Austin 1100/1300 и Austin Allegro устанавливался рядный четырёхцилиндровый двигатель водяного охлаждения, расположенный поперечно. Трансмиссия располагалась в отстойнике под коленчатым валом, энергия передавалась с помощью раздаточной коробки (объём варьировался в зависимости от передаточных чисел). Среди других машин, использовавших подобную схему, выделяются Nissan Cherry (Datsun 100A) и автомобили с двигателем PSA-Renault X наподобие Peugeot 104 и Renault 14. У автомобиля 1955 года Suzuki Suzulight также в передней части устанавливался двигатель: двухтактный двухцилиндровый двигатель по технологиям DKW, характерный для автомобилей A-класса или кей-каров (на базе немецкой модели Lloyd LP400). В таких автомобилях, как Autobianchi Primula 1964 года (разработчик Данте Джакоза), Fiat 128 и Fiat 127, трансмиссия располагалась по одну сторону от поперечно расположенного двигателя, вследствие чего дифференциал оказывался аккурат за трансмиссией, но смещённый в сторону: отсюда приводные валы к колёсам оказывались длиннее по одну из сторон. Вес тем самым смещался чуть-чуть в сторону колёс. 
В ПП-автомобилях зачастую возникает так называемое «силовое подруливание» при сильном ускорении. Обычно причиной тому являются разные длины приводных валов, что влияет на углы падения в шарнирах приводных валов. Чем дальше сочленяются подобные шарниры, тем меньшее влияние они оказывают на передачу крутящего момента колёсам.

## Галерея
- Renault 4: ПСП-компоновка[англ.], большое расстояние между передними дверями и колёсами, короткий передний свес[англ.]
- Auto Union 1000[англ.] (ныне Audi): ПП-компоновка с продольно расположенным двигателем (преимущество перед DKW F89[англ.] с поперечным расположением двигателя)
- Fiat 128: ПП-компоновка с поперечно расположенным двигателем (по образцу Autobianchi Primula)
- Alfa Romeo Alfasud Sprint Veloce 1975 года с продольно расположенным двигателем
- Ford Fiesta